# قاعدة إزمير الجوية
قاعدة إزمير الجوية هي قاعدة جوية مشتركة بين القوات الجوية للولايات المتحدة وتركيا وتقع القاعدة في إزمير التي تبعد 320 كم عن اسطنبول. أصبحت الولايات المتحدة تحظى بتسهيلات  في إزمير  بدأً من 8 سبتمبر 1952م